# Винник, Кэтрин
Кэ́трин Ви́нник, полное имя — Екатери́на Рома́новна Ви́нницкая (англ. Katheryn Winnick, укр. Катерина Романівна Вінницька; род. 17 декабря 1977, Этобико, Онтарио, Канада) — канадская актриса украинского происхождения, наиболее известная по роли Лагерты в канадском сериале «Викинги» и американском сериале «Бескрайнее небо».

## Биография
Кэтрин Винник — украинского происхождения, до восьми лет разговаривала только на украинском языке. Родители — Роман Винницкий и Леся Винницкая (функционер Конгресса украинцев Канады в Торонто). Предки Кэтрин — родом из Галиции, в 1940-х годах они бежали от советских властей, мать и отец Кэтрин родились в нацистской Германии, а затем семья эмигрировала в Канаду. Дедушка Кэтрин, Владимир Винницкий, был сечевым стрельцом, после войны стал организатором ветеранской организации сечевых стрельцов. У Кэтрин есть два брата — Маркиян и Адам, сестра Дарья, все они родились в Канаде.
Кэтрин с 6 до 17 лет состояла в украинской скаутской организации «Пласт», училась в украинской школе в Торонто, провинция Онтарио, а также посещала украинскую католическую церковь. После «Пласта» она начала серьёзно заниматься тхэквондо. «Я хотела драться с мальчиками», — отметила она. Она серебряный призёр чемпионата Канады по тхэквондо. Имеет чёрный пояс 3 дан по тхэквондо, 2 дан по каратэ. Является лицензированной телохранительницей.
Винник окончила Йоркский университет в Торонто.
Актёрский дебют Кэтрин состоялся в 1999 году. Она училась актёрскому мастерству в студии Уильяма Эспера в Нью-Йорке. Снималась во многих фильмах производства студии Paramount Pictures. Её можно увидеть в таких культовых мелодрамах, как «50 первых поцелуев» и «Любовь с уведомлением». В 2010 году Кэтрин сыграла в комедии «Киллеры» режиссёра Роберта Лукетича.

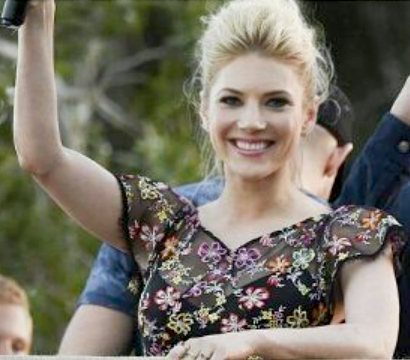
Кэтрин Винник на San Diego Comic-Con International в 2017 году

Винник играла главные роли в нескольких телевизионных шоу, в том числе «Доктор Хаус», «Закон и порядок» и «Мыслить как преступник». С 2013 по 2020 год она играла роль жены ярла Рагнара Лодброка Лагерты в известном сериале «Викинги».
В 2015 году, комментируя положение дел  Украины, Винник выступила со словами поддержки в адрес страны.
В 2017 году актриса исполнила роль матери Джейка в фэнтезийном вестерне Николая Арселя «Тёмная башня», созданного
по мотивам одноимённого цикла романов Стивена Кинга. Кроме того, в том же году Винник озвучила Мари Фишер в видеоигре Call of Duty: WWII. В 2019 году она была выбрана членом жюри Каннского кинофестиваля.
В феврале 2020 года было объявлено, что Винник сыграет главную роль Дженни Хойт в криминальном драматическом сериале ABC «Бескрайнее небо».
В 2021 году Кэтрин исполнила главную роль в фильме «Заступник», в котором её партнером стал Лиам Нисон.

## Общественная позиция
Во время российского вторжения на Украину, активно поддерживала Украину на своей странице в социальной сети Instagram, в частности, 24 февраля Кэтрин Винник написала: «Мы мирная страна. Мы не заслуживаем этой войны». Следующие дни актриса добавляла и другие информационные сообщения: призыв посмотреть фильм «Зима в огне», речи Президента Украины Владимира Зеленского и видео бомбардировок украинских городов.
В марте 2022 года Винник вместе со своей мамой создали благотворительный фонд Winnick Fondation для сбора средств на нужды Украины.
В ноябре 2022 года МИД РФ объявил о внесении Винник в «чёрный список», ей запрещён въезд в Россию.

## Избранная фильмография
| Год       |    | Русское название                                    | Оригинальное название                         | Роль                         |
| --------- | -- | --------------------------------------------------- | --------------------------------------------- | ---------------------------- |
| 1999      | с  | Пси Фактор: Хроники паранормальных явлений          | Psi Factor: Chronicles of the Paranormal      | Сьюзи                        |
| 2000      | с  | Охотники за древностями                             | Relic Hunter                                  | Розалин                      |
| 2002      | ф  | Любовь с уведомлением                               | Two Weeks Notice                              | Тиффани                      |
| 2002—2009 | с  | Закон и порядок: Преступное намерение               | Law & Order: Criminal Intent                  | Керри Конлон / Карин Барретт |
| 2003      | с  | Тюрьма Оз                                           | Oz                                            | Лизел Робсон                 |
| 2004      | ф  | 50 первых поцелуев                                  | 50 First Dates                                | девушка                      |
| 2004      | ф  | Помощник Сатаны                                     | Satan’s Little Helper                         | Дженна Вули                  |
| 2004      | с  | C.S.I.: Место преступления Майами                   | CSI: Miami                                    | Николь Харжо                 |
| 2004      | ф  | Держись до конца                                    | Going the Distance                            | Триш                         |
| 2005      | в  | Восставший из ада 8: Мир ада                        | Hellraiser: Hellworld                         | Челси                        |
| 2005      | с  | C.S.I.: Место преступления Нью-Йорк                 | CSI: NY                                       | Лиза Кей                     |
| 2006      | ф  | Любовь и прочие неприятности                        | Failure to Launch                             | Мелисса                      |
| 2006      | с  | Мыслить как преступник                              | Criminal Minds                                | Мэгги Лоу                    |
| 2006      | ф  | Поцелуй меня                                        | Kiss Me Again                                 | Челис                        |
| 2007      | с  | Доктор Хаус                                         | House                                         | Ив                           |
| 2007      | ф  | Когда Ницше плакал                                  | When Nietzsche Wept                           | Лу Саломе                    |
| 2008      | с  | Закон и порядок                                     | Law & Order                                   | Сара Шипли                   |
| 2008      | ф  | Развлечение                                         | Amusement                                     | Табита                       |
| 2009      | с  | C.S.I.: Место преступления                          | CSI: Crime Scene Investigation                | Морин Мартин                 |
| 2009      | ф  | Замёрзшие души                                      | Cold Souls                                    | Света                        |
| 2010      | ф  | Киллеры                                             | Killers                                       | Вивиан                       |
| 2010      | с  | Врата                                               | The Gates                                     | Кэт Руссо                    |
| 2010      | ф  | Свободное радио Альбемута                           | Radio Free Albemuth                           | Рейчел Брейди                |
| 2010      | ф  | Любовь и другие лекарства                           | Love and Other Drugs                          | Лиза                         |
| 2010—2011 | с  | Кости                                               | Bones                                         | Ханна Берли                  |
| 2011      | ф  | Выбор киллера                                       | Choice                                        | Фиона Вагнер                 |
| 2011      | с  | Болота                                              | The Glades                                    | Валери Дорман                |
| 2011      | с  | Никита                                              | Nikita                                        | Келли                        |
| 2012      | ф  | Реальные парни                                      | Stand Up Guys                                 | Оксана                       |
| 2012      | ф  | Умопомрачительные фантазии Чарльза Свона — третьего | A Glimpse Inside the Mind of Charles Swan III | Ивана                        |
| 2012      | с  | Перевозчик                                          | Transporter: The Series                       | Дарси Дэниелс                |
| 2013—2020 | с  | Викинги                                             | Vikings                                       | Лагерта                      |
| 2015      | с  | В поле зрения                                       | Person of Interest                            | Фрэнки Уэллс                 |
| 2017      | ф  | Тёмная башня                                        | The Dark Tower                                | Лори Чеймберз                |
| 2017      | ки | —                                                   | Call of Duty: WWII                            | Мари Фишер                   |
| 2019      | ф  | Полярный                                            | Polar                                         | Вивиан                       |
| 2020—2023 | с  | Бескрайнее небо                                     | Big Sky                                       | Дженни Хойт                  |
| 2021      | ф  | Заступник                                           | The Marksman                                  | Сара                         |
| 2021      | ф  | Фальшивомонетчик                                    | Flag Day                                      | Пэтти Вогл                   |